# Прапор Нью-Йорку
Прапор Нью-Йорку (англ. Flag of New York) — один із державних символів американського штату Нью-Йорк.
Герб штату був прийнятий 1778 року, а теперішній прапор являє нову версію Революційного прапора. Нинішній варіант затвердили 2 квітня 1901 року.